# Хуанторена, Османи
Османи Хуанторена Портуондо (исп. Osmany Juantorena Portuondo; 12 августа 1985, Сантьяго-де-Куба) — кубинский и итальянский волейболист.

## Спортивная карьера
В 1997 году в 12-летнем возрасте Османи Хуанторена дебютировал в чемпионате Кубы. На протяжении семи сезонов выступал в команде «Орьенталис» из Сантьяго. В конце 2004 года прибыл в Уфу и подписал контракт с «Нефтяником Башкортостана». Сезон-2005/06 Хуанторена также провёл в уфимской команде, сыграл за сборную легионеров в первом в истории Матче звёзд Суперлиги, был одним из лидеров коллектива, впервые завоевавшего путёвку в еврокубки.
С 2003 года Османи Хуанторена выступал за сборную Кубы. В 2005 году в её составе стал бронзовым призёром Мировой лиги и тем же летом сыграл за молодёжную сборную страны на чемпионате мира в Вишакхапатнаме и также завоевал бронзу.
В ноябре 2006 года Хуанторена прибыл со сборной Кубы на чемпионат мира, но не провёл в Японии ни одного матча. Причиной этому явился положительный результат допинг-пробы, взятой в Колумбии во время одного из международных турниров с участием сборной Кубы. Спортсмен был дисквалифицирован на 2 года.
Скандал был подогрет ещё и тем фактом, что Османи Хуанторена являлся дальним родственником министра спорта Кубы Альберто Хуанторены, в прошлом выдающегося легкоатлета, двукратного чемпиона Олимпийских игр в Монреале-1976.
Ожидавшееся в ноябре 2008 года возвращение Хуанторены в игру было отложено из-за препятствий со стороны Кубинской федерации волейбола. Во время дисквалификации игрок, не получив разрешения от властей, уехал в Италию, тренировался в клубе «Трентино». Право вновь выйти на площадку было получено лишь 24 августа 2009 года.
Спустя месяц, 27 сентября, в своём дебютном матче за «Трентино» кубинец словно выплеснул всю энергию, накопившуюся за те 3 года, что он находился вне игры. В поединке с «Латиной», завершившейся победой «Трентино» в четырёх партиях, Хуанторена реализовал 71 % атак, набрал 22 очка, в том числе 8 очков на блоке.
В том же 2009 году Хуанторена стал победителем клубного чемпионата мира в Дохе, в январе 2010 года была одержана победа в Кубке Италии, а в мае «Трентино» выиграл Лигу чемпионов.
21 сентября 2010 года Османи Хуанторена получил итальянское гражданство, а на следующий день продлил контракт с «Трентино». Его команда вновь стала победителем обоих международных турниров — клубного чемпионата мира и Лиги чемпионов и во второй раз подряд Хуанторена был признан самым ценным игроком «Финала четырёх» главного еврокубка: могучая подача и высокая результативность в атаке кубинского доигровщика во многом предопределили победы «Трентино» над московским «Динамо» в финале Лиги чемпионов 2010 года и над казанским «Зенитом» в финале 2011 года.
Весной 2012 года Хуанторена был близок к переходу в казанский «Зенит», достигнув с клубом предварительного соглашения, но в итоге всё-таки остался в «Трентино», в составе которого в четвёртый раз подряд выиграл клубный чемпионат мира, в третий раз подряд был признан самым ценным игроком этого турнира, а также завоевал скудетто и Кубок Италии.
Летом 2013 года в связи возникшими у «Трентино» финансовыми трудностями Хуанторена вместе с доигровщиком Матеем Казийски, связующим Рафаэлом и главным тренером Радостином Стойчевым перешёл в турецкий «Халкбанк» из Анкары. В сезоне-2013/14 он стал чемпионом и обладателем Кубка Турции с призами MVP обоих турниров, а также дошёл с командой до финала Лиги чемпионов, в котором она проиграла российскому «Белогорью». В мае 2015 года перешёл в итальянский клуб «Лубе» (Трея).
27 августа того же года в Тренто Османи Хуанторена дебютировал в сборной Италии в товарищеском матче против Аргентины, а осенью выиграл серебряную медаль Кубка мира и бронзу на чемпионате Европы. В 2016 году в составе итальянской сборной стал серебряным призёром Олимпийских игр в Рио-де-Жанейро. После Олимпийских игр в Токио завершил карьеру в сборной Италии.

### Катар
С 2010 года Османи Хуанторена по завершении сезонов в Европе отправлялся в Катар для участия в местных турнирах. В 2010 году в составе спортивного клуба «Катар» он вместе с одноклубником по «Трентино» бразильцем Риадом стал финалистом Кубка эмира, а через год, выступая за «Аль-Араби», праздновал победу. В обоих финалах соперником команд Хуанторены являлся «Аль-Райан», за который выступали такие известные игроки как Иван Милькович и Ваут Вейсманс.
В 2012 году Хуанторена в составе «Аль-Араби» стал обладателем Кубка Наследного принца Катара и самым ценным игроком этого турнира.
В мае 2015 года Хуанторена был признан самым ценным игроком финального матча Кубка эмира, в котором его «Аль-Араби» одержал победу над «Аль-Райяном».

## Достижения

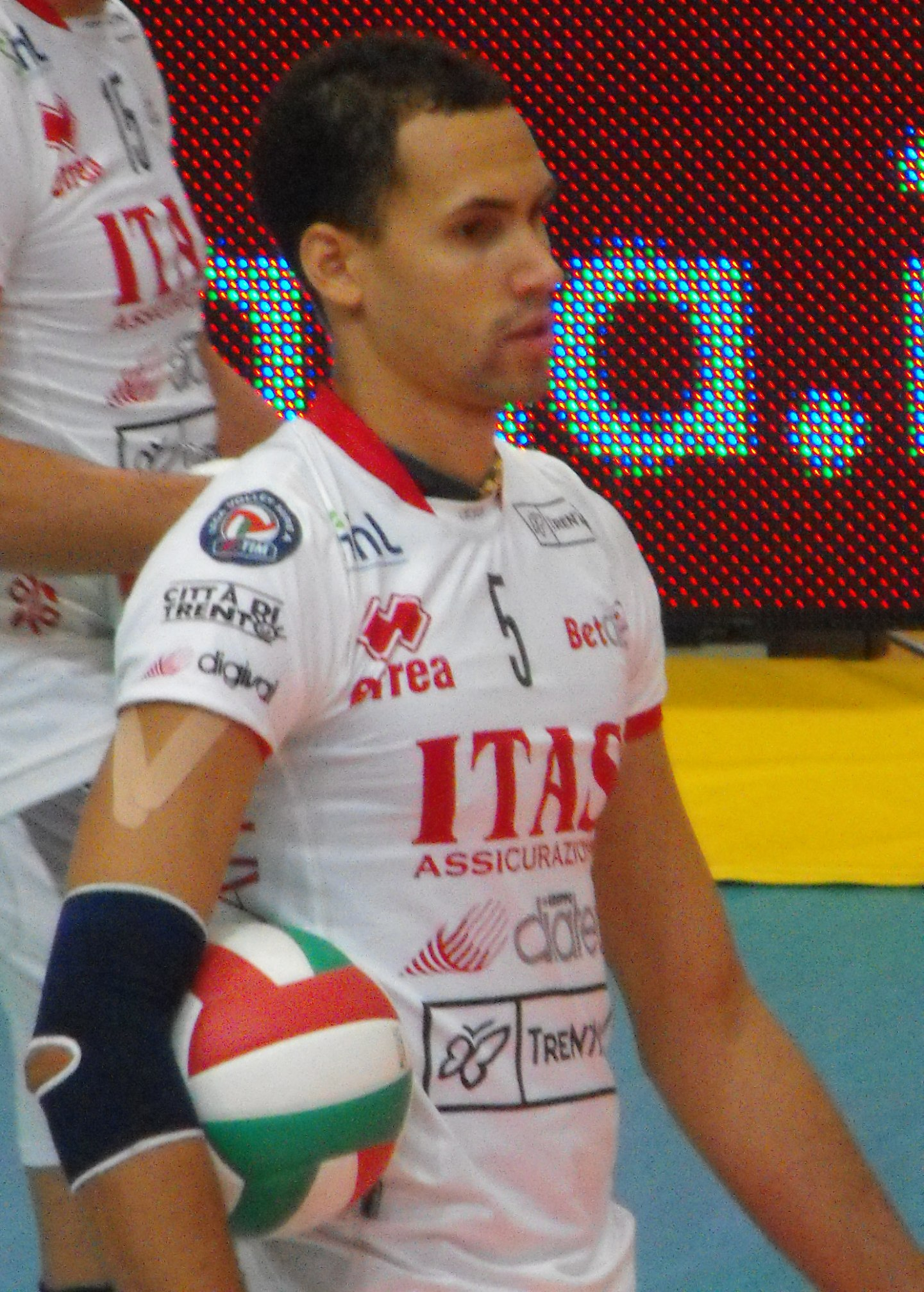
2009 год. Османи Хуанторена — один из лидеров «Трентино»

### Со сборными Кубы
- Бронзовый призёр чемпионата NORCECA (2003).
- Серебряный призёр Панамериканских игр (2003).
- Бронзовый призёр Мировой лиги (2005).
- Бронзовый призёр Кубка Америки (2005).
- Бронзовый призёр чемпионата мира среди молодёжных команд (2005).
- Серебряный призёр чемпионата NORCECA (2005).

### Со сборной Италии
- Серебряный призёр Олимпийских игр (2016).
- Серебряный призёр Кубка мира (2015).
- Бронзовый призёр чемпионата Европы (2015).

### В клубной карьере
- Чемпион Италии (2010/11, 2012/13, 2016/17, 2018/19, 2020/21), серебряный призёр чемпионата Италии (2009/10, 2011/12, 2017/18).
- Обладатель Кубка Италии (2009/10, 2011/12, 2012/13, 2016/17, 2019/20, 2020/21), финалист Кубка Италии (2010/11, 2017/18, 2018/19).
- Обладатель Суперкубка Италии (2011).
- Чемпион Турции (2013/14, 2022/23), серебряный призёр чемпионата Турции (2014/15).
- Обладатель Кубка Турции (2013/14, 2014/15).
- Обладатель Суперкубка Турции (2013, 2014).
- Победитель Лиги чемпионов (2009/10, 2010/11, 2018/19), финалист (2013/14, 2017/18) и бронзовый призёр (2011/12, 2015/16, 2016/17) Лиги чемпионов.
- Победитель клубного чемпионата мира (2009, 2010, 2011, 2012, 2019), серебряный призёр клубного чемпионата мира (2017, 2018).

### Индивидуальные призы
- Лучший подающий чемпионата NORCECA (2003).
- Вошёл в символическую сборную Кубка мира (2015).
- MVP «Финала четырёх» Лиги чемпионов (2010, 2011).
- MVP финала Лиги чемпионов (2019).
- Лучший подающий клубного чемпионата мира (2009).
- Лучший подающий «Финала четырёх» Лиги чемпионов (2010).
- Вошёл в символическую сборную «Финала четырёх» Лиги чемпионов (2018), клубного чемпионата мира (2019).
- MVP клубного чемпионата мира (2010, 2011, 2012, 2017).
- Лучший нападающий клубного чемпионата мира (2010, 2011).
- MVP чемпионата Италии (2018/19, 2020/21).
- Лучший подающий чемпионата Италии (2009/10, 2010/11, 2011/12).
- MVP Кубка Италии (2011/12, 2016/17, 2019/20).
- MVP чемпионата и Кубка Турции (2013/14).
- Приз «Самый зрелищный игрок» от Европейской конфедерации волейбола (2013)[15].